# Alberto Ciambricco
Alberto Ciambricco (Fabriano, 12 aprile 1920 – Roma, 26 febbraio 2008) è stato uno sceneggiatore italiano attivo in cinema e televisione fra la fine degli anni cinquanta e gli anni settanta.
È ricordato per essere stato, assieme al collega Mario Casacci, il creatore della figura del Tenente Sheridan (impersonato sul piccolo schermo dall'attore Ubaldo Lay) e l'ideatore, nel 1959, sempre assieme a Casacci, della trasmissione televisiva Giallo club. Invito al poliziesco.
Autore anche di testi per colonne sonore, ha firmato talvolta i suoi lavori concernenti il Tenente Sheridan anche con altri autori, come Anton Giulio Majano e Giuseppe Aldo Rossi.
La sua attività di sceneggiatore ha riguardato essenzialmente film per la televisione o miniserie televisive.

## Filmografia
- Giallo club. Invito al poliziesco (1959-1961, miniserie televisiva)
- La donna di fiori (1965, miniserie televisiva)
- Soltanto una voce (1967, film per la televisione)
- Paura delle bambole (1967, film per la televisione)
- Recita a soggetto (1967, film per la televisione)
- Sheridan, squadra omicidi (1967, miniserie televisiva)
- I ragazzi di padre Tobia (1968-1973)
- La donna di quadri (1968, miniserie televisiva)
- La donna di cuori (1969, miniserie televisiva)
- La donna di picche (1972, miniserie televisiva)
- Serata al gatto nero (1973, miniserie televisiva)
- Così per gioco (1979, miniserie televisiva)

## Colonne sonore
- La donna di cuori (1969, miniserie televisiva, brani: Centomila violoncelli, Whisky)
- La donna di picche (1972, miniserie televisiva, brano: Good Wishes, Good Kisses)